# Iain Forsyth a Jane Pollard
Iain Forsyth (* 13. února 1973 Manchester) a Jane Pollard (* 4. listopadu 1972 Newcastle upon Tyne) jsou angličtí filmaři. Seznámili se během studií na Goldsmiths, kde v roce 1994 – ještě coby studenti – začali vydávat magazín Words & Pictures. Vyšlo celkem deset čísel magazínu, poslední z nich v roce 1997. V roce 2008 začala dvojice spolupracovat s australským zpěvákem Nickem Cavem. Dvojice natočila například videoklipy k písním „More News from Nowhere“ a „Higgs Boson Blues“, stejně jako dokumentární filmy ke každému Caveovu albu. V roce 2014 byl uveden celovečerní dokumentární film Nick Cave: 20 000 dní na Zemi.